# 唐格拉
唐格拉（Tangla），是印度阿萨姆邦Darrang县的一个城镇。总人口17313（2001年）。

## 人口
该地2001年总人口17313人，其中男性9382人，女性7931人；0—6岁人口1780人，其中男897人，女883人；识字率76.30%，其中男性为81.34%，女性为70.33%。